# نهائي كأس البرتغال 2014
نهائي كأس البرتغال 2014 هي المباراة النهائية من منافسة كأس البرتغال 2013–14، أقيمت المباراة في 2014، في ملعب ناكيونال، بين فريقي نادي بنفيكا، ونادي ريو أفي، وفاز فيها نادي بنفيكا، بعد أن هزم نادي ريو أفي، بنتيجة 1 - 0.

## تفاصيل المباراة
لعبت المباراة النهائية في 2014.
| نادي بنفيكا | 1 -0 | نادي ريو أفي |
| ----------- | ---- | ------------ |
|             |      |              |